# Deleatur
Deleatur (em latim, destrua-se) é um sinal de revisão usado para indicar que a letra ou a palavra deve ser suprimida.
Assim foi descrita no livro História do Cerco de Lisboa de José Saramago:
| “ | Disse o revisor, Sim, o nome deste sinal é deleatur, usamo-lo quando precisamos suprimir e apagar, a própria palavra o está a dizer, e tanto vale para letras soltas como para palavras completas, Lembra-me uma cobra que se tivesse arrependido no momento de morder a cauda, Bem observado, senhor doutor, realmente, por muito agarrados que estejamos à vida, até uma serpente hesitaria diante da eternidade, Faça-me aí o desenho, mas devagar, É facílimo, basta apanhar-lhe o jeito, quem olhar distraidamente cuidará que a mão vai traçar o terrível círculo, mas não, repare que não rematei o movimento aqui onde o tinha começado, passei-lhe ao lado, por dentro, e agora vou continuar para baixo até cortar a parte inferior da curva, afinal o que parece mesmo é a letra Q maiúscula, nada mais,... | ” |